# أماندا باري
أماندا باري (بالإنجليزية: Amanda Barrie)‏ هي ممثلة بريطانية، ولدت في 14 سبتمبر 1935، في أشتون أندر لاين ‏ في المملكة المتحدة.

## أعمال

### أفلام
- (1964) الاستمرار في كليو

## وصلات خارجية
- أماندا باري على موقع IMDb (الإنجليزية)
- أماندا باري على موقع روتن توميتوز (الإنجليزية)
- أماندا باري على موقع ألو سيني (الفرنسية)
- أماندا باري على موقع ميوزك برينز (الإنجليزية)
- أماندا باري على موقع أول موفي (الإنجليزية)
- أماندا باري على موقع قاعدة بيانات الأفلام السويدية (السويدية)
- أماندا باري على موقع ديسكوغز (الإنجليزية)
- أماندا باري على موقع قاعدة بيانات الفيلم (الإنجليزية)